# Sydlig flikhonungsfågel
Sydlig flikhonungsfågel (Foulehaio procerior) är en fågel i familjen honungsfåglar inom ordningen tättingar.

## Utseende och läte
Sydlig flikhonungsfågel är en medelstor och mestadels olivgrön honungsfågel med något gråaktig anstrykning kind, strupe och undersida. Den har ett svartaktigt mustaschstreck intill en liten bjärt gul hudflik. Ögonen är ljusa. Lätena består av ljudliga melodiska visslingar och klockliknande ljud.

## Utbredning och systematik
Fågeln förekommer enbart i Fiji, på öarna Viti Levu, Ovalau och öar i Yasawaarkipelagen. Tidigare betraktades den som en underart till F. carunculatus och vissa gör det fortfarande.

## Levnadssätt
Sydlig flikhonungsfågel hittas i de flesta miljöer upp till 1450 meters höjd. 

## Status och hot
Arten har ett stort utbredningsområde, men tros minska i antal, dock inte tillräckligt kraftigt för att den ska betraktas som hotad. Internationella naturvårdsunionen IUCN listar arten som livskraftig (LC).